# Penny Market
Penny Market, dal 2022 note come PENNY., è una catena tedesca di supermercati discount, presente nell'Unione europea con oltre 3 000 punti vendita. Appartiene al gruppo Rewe.

## Presenza in Italia

Il logo utilizzato fino al 2014 (2022 in Italia)

Nel corso di un processo di espansione internazionale, nell'estate 1994 è stata costituita la Penny Market Italia S.r.l. in compartecipazione con la Esselunga S.p.A.
Nel 1994 viene aperto il primo punto vendita Penny Market a Cremona.
Nel 1999 Esselunga esce dal capitale di Penny Market Italia e la società passa sotto il controllo totale del gruppo REWE.
A partire dal 2000 inizia un'aggressiva politica di espansione con l'acquisto di una cinquantina di punti vendita di dimensioni medio-piccole dalla Plus Italia, situati in Liguria, Toscana ed Umbria.
Alla fine del 2014, il logo aziendale inizia a cambiare nel resto d'Europa, diventando "PENNY.", rimanendo però invariato in Italia dove viene mantenuto il nome Penny Market. Il nuovo logo è caratterizzato dalla dicitura PENNY in colore bianco su sfondo rosso, con un puntino giallo. Dal 14 aprile 2022, anche in Italia il logo "PENNY." sostituisce la vecchia insegna Penny Market.
Dopo aver rilevato a ottobre 2017 da Tuodì 7 negozi in Liguria per 9,2 milioni di euro, è presente in Italia con 357 punti vendita distribuiti in 17 regioni, serviti da 7 centri di distribuzione.

## Diffusione nel mondo
La catena è presente in Germania, Austria, Italia, Repubblica Ceca, Ungheria e Romania. In Germania e in Austria viene usato il nome Penny Markt.

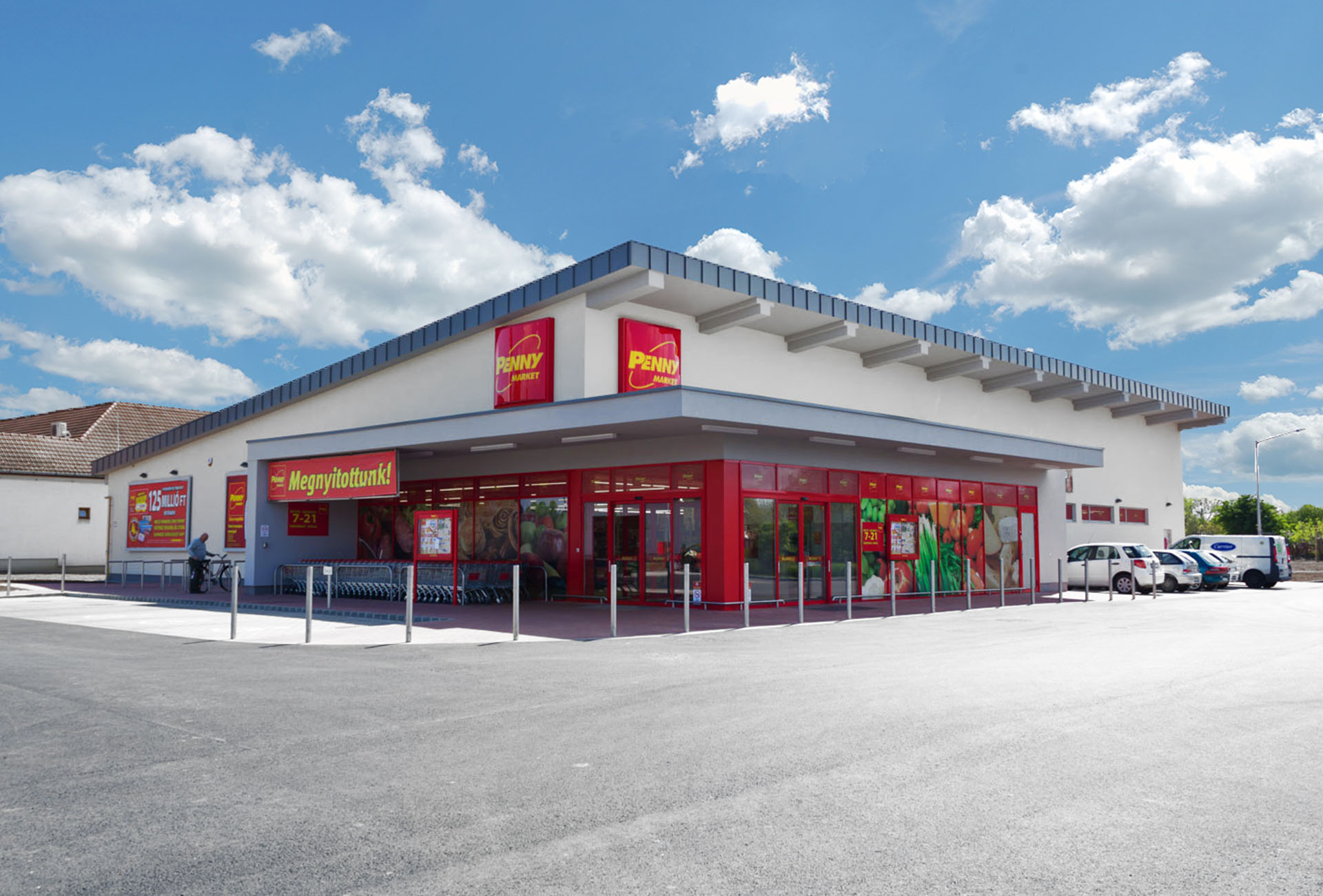
Un Penny Market in Ungheria